# أكبر جعفري
أكبر جعفري (ولد في فريج بوصرة، المنامة، البحرين) رجل أعمال بحريني.

## النشأة والتعليم
كان ضمن أول دفعة التحقت بكلية الخليج الصناعية ودرس الهندسة الكهربائية. وبعد افتتاح مصهر ألبا للألمنيوم في العام 1974 تم ابتعاثه للممكة المتحدة لاستكمال الدراسة وبعد انتهائه من دراسة الهندسة الكهربائية تخصص في الهندسة الصناعية بالمملكة المتحدة في العام 1975 وتخرج في عام 1979.
حصل على ماجستير في الإدارة ثم دكتوراه في الإدارة والإقتصاد من جامعة لندن. حصل على دبلوم ما بعد التخرج في الهندسة الصناعية والشهادة الوطنية العليا في الهندسة الكهربائية والإلكترونيات من داربي بالمملكة المتحدة. زميل جمعية الإداريين البريطانية وجمعية المهندسين الصناعيين الأوروبية وجمعية الخدمات الإدارية البريطانية.

## المسيرة المهنية
تدرج في المناصب الوظيفية من عامل بسيط في شركة ألمنيوم البحرين (ألبا) إلى فني ثم إلى مهندس صناعي وبعد ذلك إلى مدير. خدم كمستشار لوزير التطوير والصناعة والمدير العام لشركة الخليج لصناعة ألعاب القوى ومدير التدريب والتطوير في شركة ألمنيوم البحرين (ألبا).
لديه خبرة لأكثر من 30 سنة في المجال المتصل بين الإنتاجية والموارد البشرية. قدم خدمات استشارية لأكثر من 650 مؤسسة في البحرين وخارجها منها 80 شركة كبرى تضم: المكتب التنفيذي دبي - الإمارات العربية المتحدة وعالم دبي - الإمارات العربية المتحدة وراسكو - ليبيا وشركة نفط البحرين (بابكو) وباناغاز وباس وهيئة الطيران المدني والخطوط الجوية الكويتية وجارمكو وجيبك وكواليتي نت - الكويت وكمبرلي-كلارك والخليج للمالية والاستثمار وبنك البحرين والكويت والمؤسسة العربية المصرفية والبنك البحريني السعودي وغيرهم.
خدم أيضا كعضو في: المجلس الأعلى للتدريب المهني ولجنة المعايير الوطنية ولجنة التجارة ولجنة الأجور الوطنية واللجنة المنسقة بين التعليم والصناعة وهو أيضا محكم وخبير لدى مركز التحكيم التجاري لدول مجلس التعاون الخليجي وحاليا الرئيس التنفيذي لجفكون لتحسين الإنتاجية.
طور جعفري نظاما لتحديد الاحتياجات التدريبية (حقوق نشر بريطانيا) إضافة إلى نماذج لتحسين الإنتاجية والتميز التحفيزي. قام بنشر العديد من المقالات في المجلات والصحف وقدم الكثير من الخطب في مؤتمرات اقليمية وعالمية بالإضافة إلى جامعات. ألف كتاب «أداء المؤسسات الصناعية الصغيرة والمتوسطة في اقتصاد النفط المتقلب».

## الحياة الشخصية
متزوج وأب لابنين.